# Holiday City
Holiday City és una vila dels Estats Units a l'estat d'Ohio. Segons el cens del 2000 tenia 49 habitants.

## Demografia
Segons el cens del 2000, Holiday City tenia 49 habitants, 17 habitatges, i 10 famílies. La densitat de població era de 14,2 habitants per km².
Dels 17 habitatges en un 47,1% hi vivien nens de menys de 18 anys, en un 58,8% hi vivien parelles casades, en un 5,9% dones solteres, i en un 35,3% no eren unitats familiars. En el 29,4% dels habitatges hi vivien persones soles el 17,6% de les quals corresponia a persones de 65 anys o més que vivien soles. El nombre mitjà de persones vivint en cada habitatge era de 2,88 i el nombre mitjà de persones que vivien en cada família era de 3,73.
Per edats la població es repartia de la següent manera: un 40,8% tenia menys de 18 anys, un 12,2% entre 18 i 24, un 26,5% entre 25 i 44, un 12,2% de 45 a 60 i un 8,2% 65 anys o més.
L'edat mediana era de 24 anys. Per cada 100 dones de 18 o més anys hi havia 81,3 homes.
La renda mediana per habitatge era de 29.063 $ i la renda mediana per família de 29.375 $. Els homes tenien una renda mediana de 30.625 $ mentre que les dones 27.500 $. La renda per capita de la població era de 10.065 $. Cap de les famílies i el 6,3% de la població estaven per davall del llindar de pobresa.

## Poblacions properes
El següent diagrama mostra les poblacions més properes.